# Paracalanus arabiensis
Paracalanus arabiensis is een eenoogkreeftjessoort uit de familie van de Paracalanidae. De wetenschappelijke naam van de soort is voor het eerst geldig gepubliceerd in 2010 door Kesarkar & Anil.